# Империя: философия истории и политики
«Империя: философия истории и политики» (англ. Imperium: The Philosophy of History and Politics) — главная книга американского неонациста Фрэнсиса Паркера Йоки, опубликованная в 1948 году в США под псевдонимом Улик Варандж (Ulick Varange). Посвящена «герою Второй мировой войны» (Адольфу Гитлеру).
Йоки был увлечён европейскими традициями, поскольку его родители жили в Париже до Первой мировой войны. В связи с этим он чувствовал отвращение к «посредственности» американской культуры и демократии. На раннем этапе он попал под влияние Освальда Шпенглера, чей труд «Закат Европы» (1918—1922) стремился объяснить рост и упадок цивилизаций в соответствии с «органическими принципами». С должности помощника прокурора в рамках трибунала по военным преступлениям в Германии Йоки ушёл в отставку с отвращением к тому, что он считал «лицемерием союзников». Находясь в Ирландии, он написал «Империю» (1948), объёмный труд о западном наследии и судьбе с позиции Шпенглера.
В наибольшей степени на Йоки повлияли морфология Освальда Шпенглера, понятие политического Карла Шмитта, расовая концепция Хьюстона Чемберлена, геополитические идеи Карла Хаусхофера. В противоположность успокаивающим идеям о государстве всеобщего благоденствия Йоки описывал «деградацию» Европы и Америки.
«Империя» презрительно описывает демократию, равенство и идеи 1789 года. Главная тема труда Йоки — метаисторический антисемитизм, предложенный Шпенглером в «Закате Европы». В своей монументальной книге о периодичности истории Шпенглер противопоставил западную фаустовскую душу, главным символом которой он считал динамическую энергию в безграничном пространстве, магической душе «вавилонско-семитской культуры», представленной таинствами и писаниями иудейской и христианской религий. Шпенглер описал евреев как остаточные окаменелости более ранней магической цивилизации, застрявшие в городских гетто среди населения средневековой Европы. «Безземельные, циничные и меркантильные» евреи описаны как представители завершённой стадии более ранней цивилизации, совершенно чуждой молодой фаустовской культуре Запада. Только в XVIII веке, когда сама Европа стала интеллектуальной и космополитичной, еврейство почувствовало себя как дома. С этого времени евреи через торговлю, искусство и философию внесли существенный вклад в ускорение современности, но таким путём, который был критическим и разрушительным для западного духа.
Йоки использовал эти идеи в своей книге. По его мнению, как раз тогда, когда Запад должен был продвигаться к последней стадии империи, еврейство представляло собой роковую форму «культурного искажения». Помня о своём прошлом угнетении, евреи, согласно Йоки, мстительно эксплуатировали новые культурные формы денежного мышления, рационализма, материализма, капитализма и демократии с целью разрушить традиции Запада и авторитет его старых элит; евреи переделывали современный мир по своему образу и подобию и в соответствии со своими интересами. Йоки писал о «массовом еврейском вторжении» в Соединённые Штаты с 1880 года, в результате которого из Восточной Европы прибыло от 5 до 7 миллионов иммигрантов. По его словам, победа демократов при Франклине Д. Рузвельте, названная им «Американской революцией 1933 года», ознаменовала захват политической власти в Америке евреями. Напротив, немецкий национал-социализм описан им как «европейскую революцию 1933 года», которая заставила Запад вернуться на свойственный ей курс построения сильной империи. Однако поражение стран Оси от внеевропейских силам, то есть Америки и России, вызвало новый террор с показательными процессами по военным преступлениям. Йоки разделяет раннюю версию отрицания Холокоста, утверждая, что газовые камеры были сфальсифицированы, чтобы дискредитировать нацистов.
Позиция по отношению к России в «Империи» более позитивна, чем к Америке. Йоки также одобрительно писал об антисионистской кампании Сталина в Чехословакии для прессы NRP в 1952 году. Он подозревался в посещении Восточной Германии, Советского Союза и Кубы.
В 1949 году в круг мослиевцев Йоки входили Гай Чешам, Питер Хаксли-Блайт и баронесса фон Пфлугль, которые финансировали издание «Империи». Книга была издана на немецком языке в 1976 году.
Идеи Йоки повлияли на Дэвид Мьятта, который изложил своё «пророчество» об Империуме в книге «Виндекс: судьба Запада» (1984), опубликованной Джорджем Дитцем в журнале «Колокол Свободы».

## Издания
- Imperium. The philosophy of history and politics. By Ulick Varange. 1948[2].
- Yockey Francis Parker. Chaos oder Imperium? Das Abendland zwischen Untergang und Neubeginn. Tubingen. 1976[2].